# Stojčín
Stojčín es una localidad del distrito de Pelhřimov en la región de Vysočina, República Checa, con una población estimada a principio del año 2018 de 114 habitantes. 
Se encuentra ubicada al oeste de la región, a medio camino entre Praga, al noroeste, y Brno, al sureste, cerca de la orilla del río Sázava —un afluente derecho del río Moldava— y de las regiones de Bohemia Meridional y Bohemia Central.